# César de Bus

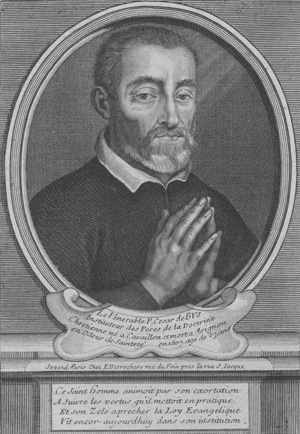
Der Ordensgründer César de Bus

César de Bus (* 3. Februar 1544 in Cavaillon; † 15. April 1607 in Avignon) war ein katholischer Priester und ist ein Heiliger der römisch-katholischen Kirche.

## Leben
Im Alter von 18 Jahren trat César de Bus in die königliche Armee ein und beteiligte sich an den Hugenottenkriegen. Wegen einer schweren Krankheit konnte er jedoch nicht an der Belagerung von La Rochelle (1573) teilnehmen. Daraufhin führte er drei Jahre in Paris ein weltliches Leben, ehe er in einem Kloster nahe Avignon um Aufnahme bat, wo er sich fortan der Krankenpflege widmete. 1582 empfing er das Sakrament der Priesterweihe und erhielt bald darauf die Ernennung zum Kanoniker an der Hauptkirche von Avignon.
1592 gründete er die Kongregation der Priester der Christlichen Lehre, die unter dem Namen Doktrinarier bekannt wurde. César de Bus starb am 15. April 1607 in Avignon, wo er auch beigesetzt wurde. Seine Gebeine wurden 1924 in die Kirche Santa Maria in Monticelli in Rom überführt, da es die Doktrinarier in Frankreich seit der Französischen Revolution nicht mehr gibt.

## Heiligsprechung
Papst Pius VII. erhob ihn 1821 zum Ehrwürdigen Diener Gottes, und Paul VI. sprach ihn am 27. April 1975 selig. Im Verfahren zu seiner Heiligsprechung erkannte Papst Franziskus am 26. Mai 2020 ein seiner Fürsprache zugeschriebenes Wunder als letzte Voraussetzung für die Heiligsprechung an.  Am 3. Mai 2021 gab Papst Franziskus im öffentlichen Konsistorium die bevorstehende Heiligsprechung bekannt. Wegen der COVID-19-Pandemie fand diese erst am 15. Mai 2022 statt.
Sein Gedenktag ist der 15. April.